# Memorex
Memorex Corp. är ett företag som grundades i Silicon Valley 1961 av Laurence Spitters, Donald Eldridge, Lawrence Noon och Arnold Challman med Spitters som VD.
De började att producera magnetiska databand till IBM och var redan 1962 en av världens största leverantörer. 1971 gav de sig in på konsumentmarknaden.
I början av 1980-talet köptes de upp av Burroughs, som året efter sålde konsumentdelen av företaget till Tandy och Burroughs blev Unisys. 1985 såldes även OEM-delen av företaget till Toshiba.
Sedan 2006 ägs märket Memorex av amerikanska Imation.